# Kenny Earl Edwards
Kenny Earl Edwards, född 24 december 1964, mer känd under artistnamnet Rhino är trummis i heavy metalbandet HolyHell. Han har tidigare även varit trummis i bandet Manowar.

## Diskografi (urval)
Med Angels of Babylon
- 2010 – Kingdom of Evil
- 2013 – Thundergod

Med Forgotten Realm
- 2008 – Power and Glory

Med Holy Force
- 2011 – Holy Force

Med HolyHell
- 2007 – Apocalypse (EP)
- 2009 – HolyHell

Med Jack Starr's Burning Starr
- 2017 – Stand Your Ground

Med Ross the Boss
- 2017 – "Blood of My Enemies" (singel)